# Javier Ángel Balboa Osa
Javier Ángel Balboa Osa (Madrid, 13 de maig del 1985) és un futbolista espanyol amb ascendència equatoguineana. Juga d'extrem dret i el seu primer equip va ser el Reial Madrid Castella. Actualment juga al FC Cartagena cedit pel SL Benfica.

## Biografia
Balboa va debutar amb el primer equip del Reial Madrid el 26 d'octubre del 2005 amb Vanderlei Luxemburgo d'entrenador, en substitució de David Beckham. Va ser a l'estadi de Riazor davant el Deportivo de la Coruña.
Va fer la pretemporada de la campanya 2006/07 amb el primer equip amb una gira per Àustria, però finalment va ser cedit al Racing de Santander. On va jugar 30 partits de lliga i 2 de Copa del Rei.
Ha estat el jugador que més minuts ha disputat amb el Reial Madrid a la pretemporada 2007/08, fet que li ha permès tenir fitxa amb el primer equip, encara que l'arribada de jugadors com Saviola, Baptista i Sneijder li va impedir gaudir de minuts a l'equip entrenat per Bernd Schuster.
El jugador va debutar amb la selecció de Guinea Equatorial (els seus pares hi van néixer) el 2 de juny del 2007, perdent contra la selecció de Ruanda.
Al juny del 2008 va signar per quatre temporades amb el SL Benfica que entrenarà Quique Sánchez Flores.

## Palmarès
| Títol           | Equip        | País    | Any  |
| --------------- | ------------ | ------- | ---- |
| Lliga espanyola | Reial Madrid | Espanya | 2008 |